# Nummulieten
Nummulieten of Numulitidae (nummulus is Latijn voor geldstuk) zijn een familie schijfvormige eencellige foraminiferen, die behoren tot de orde Rotaliida.

## Eigenschappen
Nummulieten zijn zogenaamde "grootforams", foraminiferen die meerdere centimeters groot kunnen worden. Er zijn echter uitzonderingen bekend van nummulieten die groter dan 10 cm werden. De tegenwoordig levende vertegenwoordigers van de familie zijn bodembewoners (benthisch) van tropische en subtropische ondiepe zeeën, vooral in vlakke kustgebieden. Alle tegenwoordige soorten, en waarschijnlijk ook uitgestorven soorten uit het verleden, leven in symbiose met verschillende microalgen.

## Fossiele nummulieten
De oudste fossielen van nummulieten verschijnen in het Boven-Krijt, maar de bloeitijd van de nummulieten was in het Paleogeen, met name in de Tethysoceaan. In sedimentaire gesteentelagen van deze ouderdom komen veel verschillende vormen voor en worden nummulieten gebruikt als gidsfossielen.
De skeletten van nummulieten bestaan uit calciet. Fossiele nummulieten kunnen in zulke grote hoeveelheden voorkomen dat het gesteente eruit opgebouwd is. Deze worden soms "nummulietenkalk" genoemd. De piramiden van Gizeh zijn bijvoorbeeld gebouwd van blokken Eocene nummulietenkalk. Toen Herodotus Egypte bezocht, dacht hij dat de nummulieten versteende linzen waren, resten van het eten van de bouwers van de piramides.

## Taxonomie
Een aantal geslachten uit de familie zijn:
- Assilina (d'Orbigny, 1839)
- Camerina (Bruguière, 1789) †
- Cycloclypeus
- Heterocyclina (Hottinger, 1977)
- Heterostegina (d'Orbigny, 1825)
- Nummulites (Lamarck 1801) †
- Operculina (d'Orbigny, 1826)
- Planocamerinoides (Cole, 1957)
- Planoperculina (Hottinger, 1977)
- Planostegina (Banner and Hodgkinson, 1991)
- Sindulites (Eames, 1968)
- Spiroclypeus †

(† uitgestorven geslacht)